# 田中力 (競馬)
田中 力（たなか つとむ、1982年8月18日 - ）は、地方競馬の船橋競馬場所属の調教師、元騎手。地方競馬教養センター長期騎手課程第71期生。

## 来歴
祖父の葬式で出川己代造調教師に出逢ったのをきっかけとして騎手を志し、地方競馬教養センターに入所。
2000年3月31日付けで地方競馬騎手免許を取得し、出川克己厩舎からデビュー。同年5月1日第2回船橋競馬1日目第2競走C3十組条件戦をウエルチャンピオンで優勝し、初騎乗初勝利（10頭立て6番人気）。
2007年7月3日付けで出川克己厩舎から岡林光浩厩舎に所属変更。
2008年2月24日第1回東京競馬8日目第6競走3歳500万下条件戦でファニーズに騎乗し、中央競馬初騎乗（16頭立て13番人気15着）。
2023年11月17日に発表された令和5年度第2回調教師免許試験に合格したため、11月30日をもって騎手を引退、船橋競馬場で引退式が行われた。翌12月1日付で調教師免許を取得した。
地方通算成績は2021戦106勝・2着107回・3着144回・勝率5.2%・連対率10.5%（2011年12月31日現在）
中央競馬1戦0勝